# Carnmore
Carnmore officieel: Iers An Carnn Mór is een klein dorp in het Ierse graafschap Galway. De plaats ligt 13 kilometer ten oosten van de stad Galway, vlak bij Claregalway en maakt officieel deel uit van de Gaeltacht. Bij het dorp lig Galway Airport.